# Книжка (желудок)
Книжка (лат. psalterium, omasum) — третий отдел четырёхкамерного желудка жвачных животных.
Книжка служит для поглощения воды, магния и лёгких жирных кислот, образующихся в процессе брожения в рубце.

## Строение
Слизистая оболочка книжки образует подвижные продольные складки — листочки, которые разделяют её на узкие камеры. Листочки имеют разную высоту и покрывают всю внутреннюю поверхность, кроме дна книжки.